# Pièces de monnaie en dinar serbe
Les pièces de monnaie en dinar serbe sont une des représentations physiques, avec les billets de banque, de la monnaie de l'actuelle république de Serbie.

## L'unité monétaire serbe
Ayant pour origine le dinar yougoslave, le dinar serbe  (RSD) est la devise de la Serbie. Il a remplacé le dinar serbo-monténégrin (CSD) à parité lors de la dissolution de la Serbie-et-Monténégro. Ce changement n'est que technique, le Monténégro ayant adopté le Deutsche Mark en 1999 puis l'euro en 2002, soit avant la création du dinar serbo-monténégrin.
Le dinar serbe est divisé en 100 para.

## Les pièces de monnaie de Serbie

### Première série - Banque nationale de Serbie
Les pièces sont émises par la Banque nationale de Serbie localisée à Belgrade.
La première série de pièces en remplacement des dinars yougoslaves a été émise en 2003. Elle comprend 5 valeurs (1 dinar, 2 dinars, 5 dinars, 10 dinars et 20 dinars).
Ces pièces offrent toutes la particularité d'avoir sur leur avers le logo de la Banque nationale de Serbie.
| Valeur                | Paramètres techniques | Paramètres techniques | Paramètres techniques   | Description                              | Description                                                                                   | Description | Millésimes |
| Valeur                | Diamètre              | Poids                 | Composition             | Avers                                    | Revers                                                                                        | Artiste     | Millésimes |
| --------------------- | --------------------- | --------------------- | ----------------------- | ---------------------------------------- | --------------------------------------------------------------------------------------------- | ----------- | ---------- |
| 1 Dinar - 1 динар     | 20,0 mm               | 4,34 g                | 70 % Cu 12 % Ni 18 % Zn | le logo de la Banque Nationale de Serbie | la valeur faciale 1 Dinar devant le bâtiment de la Banque Nationale de Serbie et le millésime |             | 2003       |
| 2 Dinars - 2 динара   | 22,0 mm               | 5,24 g                | 70 % Cu 12 % Ni 18 % Zn | le logo de la Banque Nationale de Serbie | la valeur faciale 2 Dinars devant le monastère de Gračanica et le millésime                   |             | 2003       |
| 5 Dinars - 5 динара   | 24,0 mm               | 6,23 g                | 70 % Cu 12 % Ni 18 % Zn | le logo de la Banque Nationale de Serbie | la valeur faciale 5 Dinars devant le bâtiment de l'assemblée fédérale et le millésime         |             | 2003       |
| 10 Dinars - 10 динара | 26,0 mm               | 7,77 g                | 70 % Cu 12 % Ni 18 % Zn | le logo de la Banque Nationale de Serbie | la valeur faciale 10 Dinars devant le monastère de Studenica et le millésime                  |             | 2003       |
| 20 Dinars - 20 динара | 28,0 mm               | 9,00 g                | 70 % Cu 12 % Ni 18 % Zn | le logo de la Banque Nationale de Serbie | la valeur faciale 20 Dinars devant l'église Saint Sava de Vracaret le millésime               |             | 2003       |

### Deuxième série - république de Serbie
Une nouvelle série de pièces est frappée dès 2005 par la Banque nationale de Serbie.
Le logo de la banque est remplacé par le grand blason de la république de Serbie.
| Valeur                | Paramètres techniques | Paramètres techniques | Paramètres techniques                      | Description                        | Description                                                                                   | Description | Millésimes |
| Valeur                | Diamètre              | Poids                 | Composition                                | Avers                              | Revers                                                                                        | Artiste     | Millésimes |
| --------------------- | --------------------- | --------------------- | ------------------------------------------ | ---------------------------------- | --------------------------------------------------------------------------------------------- | ----------- | ---------- |
| 1 Dinar - 1 динар     | 20,0 mm               | 4,26 g                | 75 % Cu 0,5 % Ni 24,5 % Zn                 | Les grandes armoiries de la Serbie | la valeur faciale 1 Dinar devant le bâtiment de la Banque Nationale de Serbie et le millésime |             | 2005       |
| 1 Dinar - 1 динар     | 20,0 mm               | 4,20 g                | Acier plaqué cuivre plaqué laiton (CuZn33) | Les grandes armoiries de la Serbie | la valeur faciale 1 Dinar devant le bâtiment de la Banque Nationale de Serbie et le millésime |             | 2009, 2011 |
| 2 Dinars - 2 динара   | 22,0 mm               | 5,15 g                | 75 % Cu 0,5 % Ni 24,5 % Zn                 | Les grandes armoiries de la Serbie | la valeur faciale 2 Dinars devant le monastère de Gračanica et le millésime                   |             | 2006       |
| 2 Dinars - 2 динара   | 22,0 mm               | 5,05 g                | Acier plaqué cuivre plaqué laiton (CuZn33) | Les grandes armoiries de la Serbie | la valeur faciale 2 Dinars devant le monastère de Gračanica et le millésime                   |             | 2009, 2011 |
| 5 Dinars - 5 динара   | 24,0 mm               | 6,13 g                | 75 % Cu 0,5 % Ni 24,5 % Zn                 | Les grandes armoiries de la Serbie | la valeur faciale 5 Dinars devant le bâtiment de l'assemblée fédérale et le millésime         |             | 2005, 2011 |
| 10 Dinars - 10 динара | 26,0 mm               | 7,77 g                | 70 % Cu 12 % Ni 18 % Zn                    | Les grandes armoiries de la Serbie | la valeur faciale 10 Dinars devant le monastère de Studenica et le millésime                  |             | 2005       |
| 10 Dinars - 10 динара | 26,0 mm               | 7,77 g                | 70 % Cu 12 % Ni 18 % Zn                    | Les grandes armoiries de la Serbie | la valeur faciale 10 Dinars devant le logo des 25e Universiades d'été à Belgrade              |             | 2009       |

Les pièces de 20 Dinars sont frappées avec des figures célèbres de l'histoire serbe :
| Valeur                | Paramètres techniques | Paramètres techniques | Paramètres techniques   | Description                        | Description                                                                       | Description | Millésimes |
| Valeur                | Diamètre              | Poids                 | Composition             | Avers                              | Revers                                                                            | Artiste     | Millésimes |
| --------------------- | --------------------- | --------------------- | ----------------------- | ---------------------------------- | --------------------------------------------------------------------------------- | ----------- | ---------- |
| 20 Dinars - 20 динара | 28,0 mm               | 9,00 g                | 70 % Cu 12 % Ni 18 % Zn | Les grandes armoiries de la Serbie | la valeur faciale 20 Dinars devant le buste de Nikola Tesla et le millésime       |             | 2006       |
| 20 Dinars - 20 динара | 28,0 mm               | 9,00 g                | 70 % Cu 12 % Ni 18 % Zn | Les grandes armoiries de la Serbie | la valeur faciale 20 Dinars devant le buste de Dositej Obradovic et le millésime  |             | 2007       |
| 20 Dinars - 20 динара | 28,0 mm               | 9,00 g                | 70 % Cu 12 % Ni 18 % Zn | Les grandes armoiries de la Serbie | la valeur faciale 20 Dinars devant le buste de Milutin Milanković et le millésime |             | 2009       |
| 20 Dinars - 20 динара | 28,0 mm               | 9,00 g                | 70 % Cu 12 % Ni 18 % Zn | Les grandes armoiries de la Serbie | la valeur faciale 20 Dinars devant le buste de Georg Weifert et le millésime      |             | 2010       |
| 20 Dinars - 20 динара | 28,0 mm               | 9,00 g                | 70 % Cu 12 % Ni 18 % Zn | Les grandes armoiries de la Serbie | la valeur faciale 20 Dinars devant le buste de Ivo Andric et le millésime         |             | 2011       |
| 20 Dinars - 20 динара | 28,0 mm               | 9,00 g                | 70 % Cu 12 % Ni 18 % Zn | Les grandes armoiries de la Serbie | la valeur faciale 20 Dinars devant le buste de Mihajlo Pupin et le millésime      |             | 2012       |